# 江西农商联合银行
江西农商联合银行（前称江西省农村信用社联合社，前简称：江西省农村信用社，又称：江西省农商银行、江西农信社）是中国的一家省级农商联合银行，成立于2004年5月26日，2025年4月17日改制为农商联合银行。其目的是为1951年起江西各地县市村民陆续成立的农村信用社（即中国信合）提供全省联网等银行化的服务，联合社承担促进江西所有县市信用社合并组建成农商银行的相关工作，2016年12月江西省成为全国第五个农村信用社全部改组创办为农村商业银行的省份。

## 业务
联合成员行发行统一通用的借记卡，信用卡，存折等业务；比如借记卡就统一品牌百福卡，信用卡百福信用卡，卡面只写省联合社的名字。

## 成员行

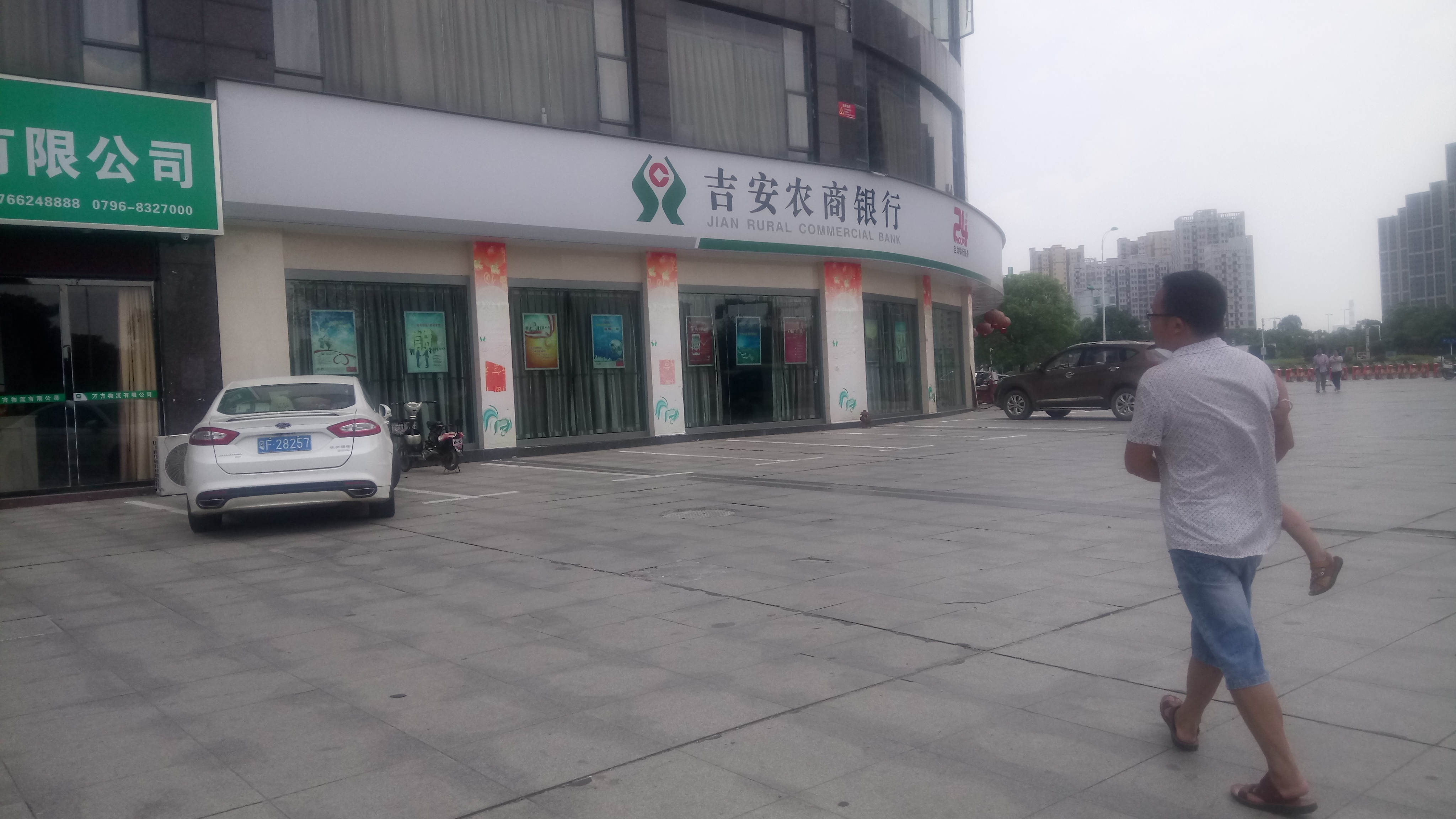
江西农信会员之一——吉安农商银行

### 南昌
南昌农商银行（以南昌市辖区为主，原名南昌洪都农村商业,目前已经脱离省联社）
赣昌农商银行（以南昌县为主，南昌历史无赣昌说法，赣昌可能是“江西（赣）南昌”拼凑）
新建农商银行
进贤农商银行
安义农商银行
湾里农商银行

### 九江
九江农商银行（以九江市辖区为主）
共青农商银行
修水农商银行
武宁农商银行
永修农商银行
瑞昌农商银行
都昌农商银行
湖口农商银行
彭泽农商银行
庐山农商银行（原星子农商银行，跟随星子县一同改名）
江州农商银行（以原九江县即现柴桑区为主，取九江旧称江州）

### 抚州
抚州农商银行（以抚州市辖区为主）
南城农商银行
南丰农商银行
黎川农商银行
金溪农商银行
崇仁农商银行
宜黄农商银行
乐安农商银行
资溪农商银行
广昌农商银行
东乡农商银行

### 宜春
宜春农商银行（以宜春市辖区为主）
丰城农商银行
高安农商银行
樟树农商银行
奉新农商银行
万载农商银行
上高农商银行
宜丰农商银行
靖安农商银行
铜鼓农商银行

### 吉安
吉安农商银行（以吉安市辖区为主）
庐陵农商银行（以吉安县为主，取吉安旧称庐陵）
吉水农商银行
峡江农商银行
新干农商银行
永丰农商银行
泰和农商银行
遂川农商银行
万安农商银行
安福农商银行
永新农商银行
井冈山农商银行

### 赣州
赣州农商银行（以赣州市章贡区和南康区为主）
赣县农商银行
信丰农商银行
大余农商银行
上犹农商银行
崇义农商银行
定南农商银行
龙南农商银行
安远农商银行
全南农商银行
宁都农商银行
于都农商银行
兴国农商银行
瑞金农商银行
会昌农商银行
寻乌农商银行
石城农商银行

### 上饶
上饶农商银行（以上饶市辖区为主）
鄱阳农商银行
横峰农商银行
万年农商银行
德兴农商银行
玉山农商银行
铅山农商银行
余干农商银行
广丰农商银行
弋阳农商银行
广信农商银行（以上饶县为主，取上饶旧称广信，上饶县计划改广信区）
婺源农商银行

### 萍乡
萍乡农商银行（以萍乡市辖区为主）
芦溪农商银行
上栗农商银行
莲花农商银行

### 鹰潭
鹰潭农商银行

### 景德镇
景德镇农商银行

### 新余
新余农商银行